# Малеспина, Луи Фердинанд
Луи Фердинанд Малеспина (фр. Louis Ferdinand Malespina; 21 июня 1874[…], Сен-Николя-де-Пор — 16 августа 1949, XV округ Парижа) — французский художник.
Будущий художник родился в 1874 году в небольшом городке Сен-Николя-де-Пор в департаменте Мёрт и Мозель. Регулярно выставлял свои работы на Парижском салоне, проходившем ежегодно, в 1910-х и 1920-х годах. В 1925 году выиграл золотую медаль Салона, а в 1910 и 1911 годах удостоился так называемых «почётных упоминаний» в числе наиболее значительных экспонентов этой ежегодной выставки.
В 1928 и 1932 годах работы Малеспины участвовали в конкурсах картин, сопровождавших в те годы Летние олимпийские игры.
Малеспина много работал как иллюстратор, в том числе работ по истории французской униформы, поэтому сегодня упоминается, в первую очередь, как художник-униформист. Писал также батальные сцены и вошедшие в моду картины спортивной тематики. Строго реалистическая, академическая манера Малеспины не испытала практически никакого влияния со стороны художественных брожений, происходивших во Франции в его время. Особенно хорошо ему удавались живые и яркие изображения лошадей.
Скончался художник в 1949 году в Париже.

## Галерея

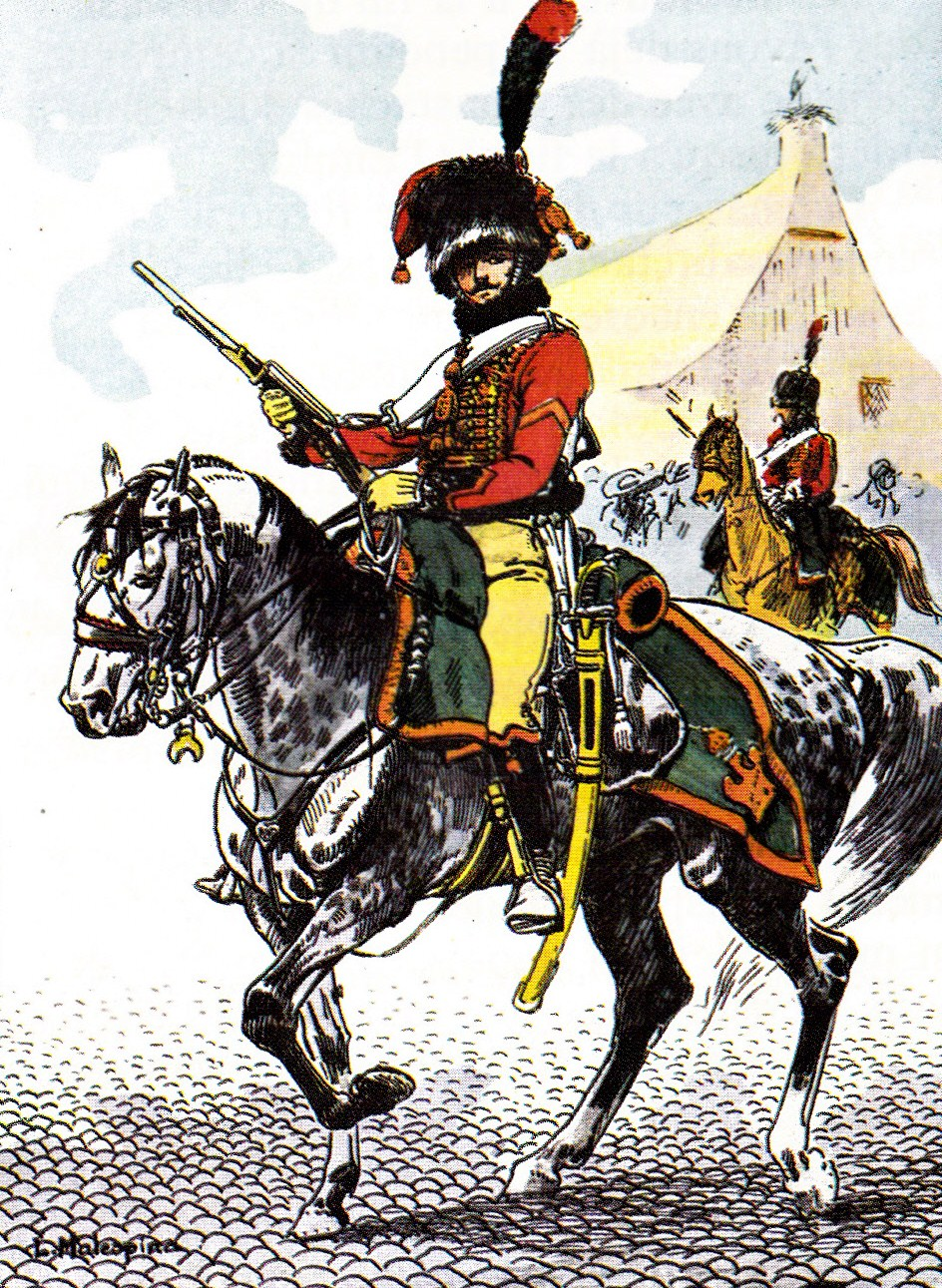
Конный егерь наполеоновской гвардии
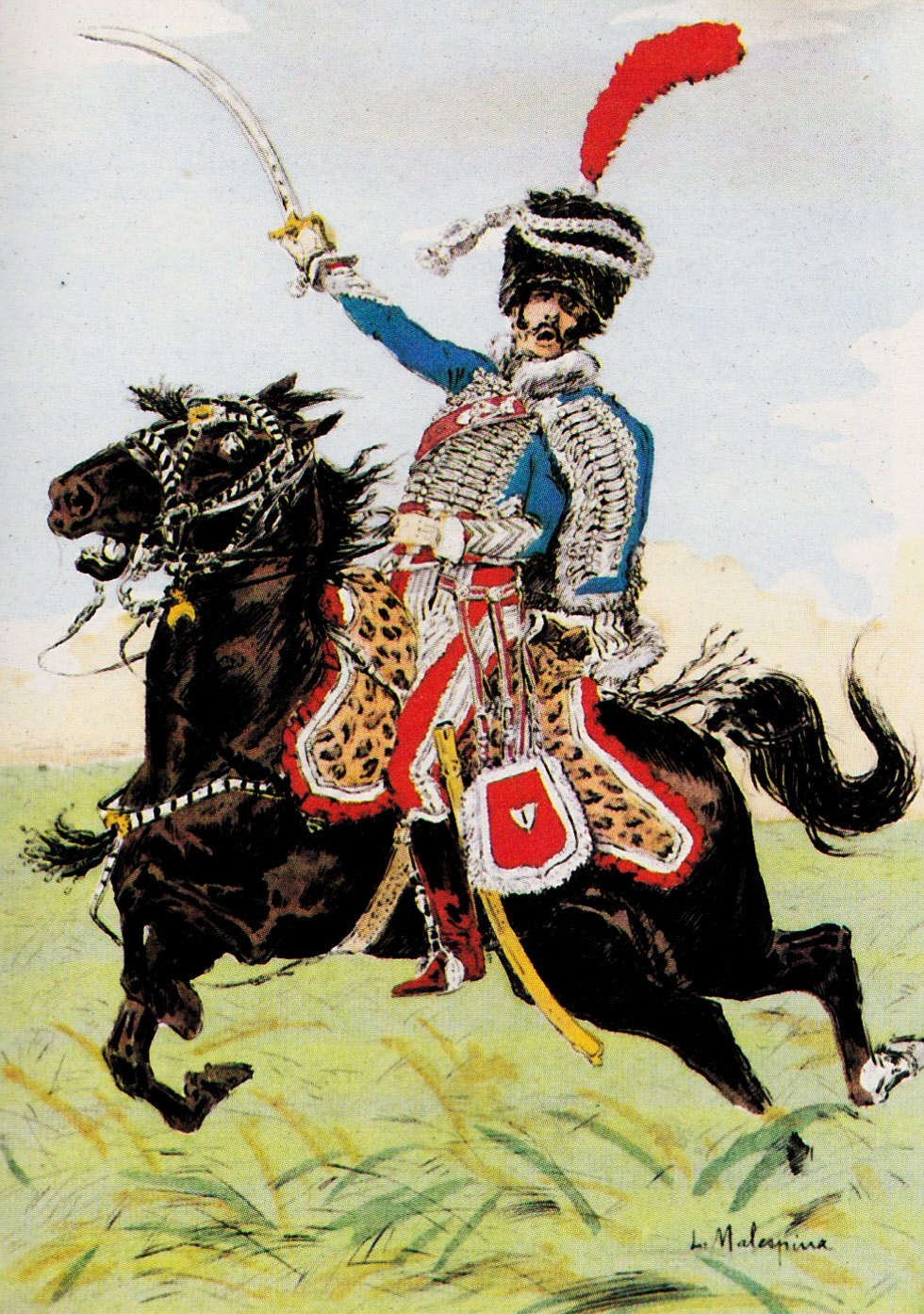
Шеф эскадрона 1-го гусарского полка наполеоновского времени
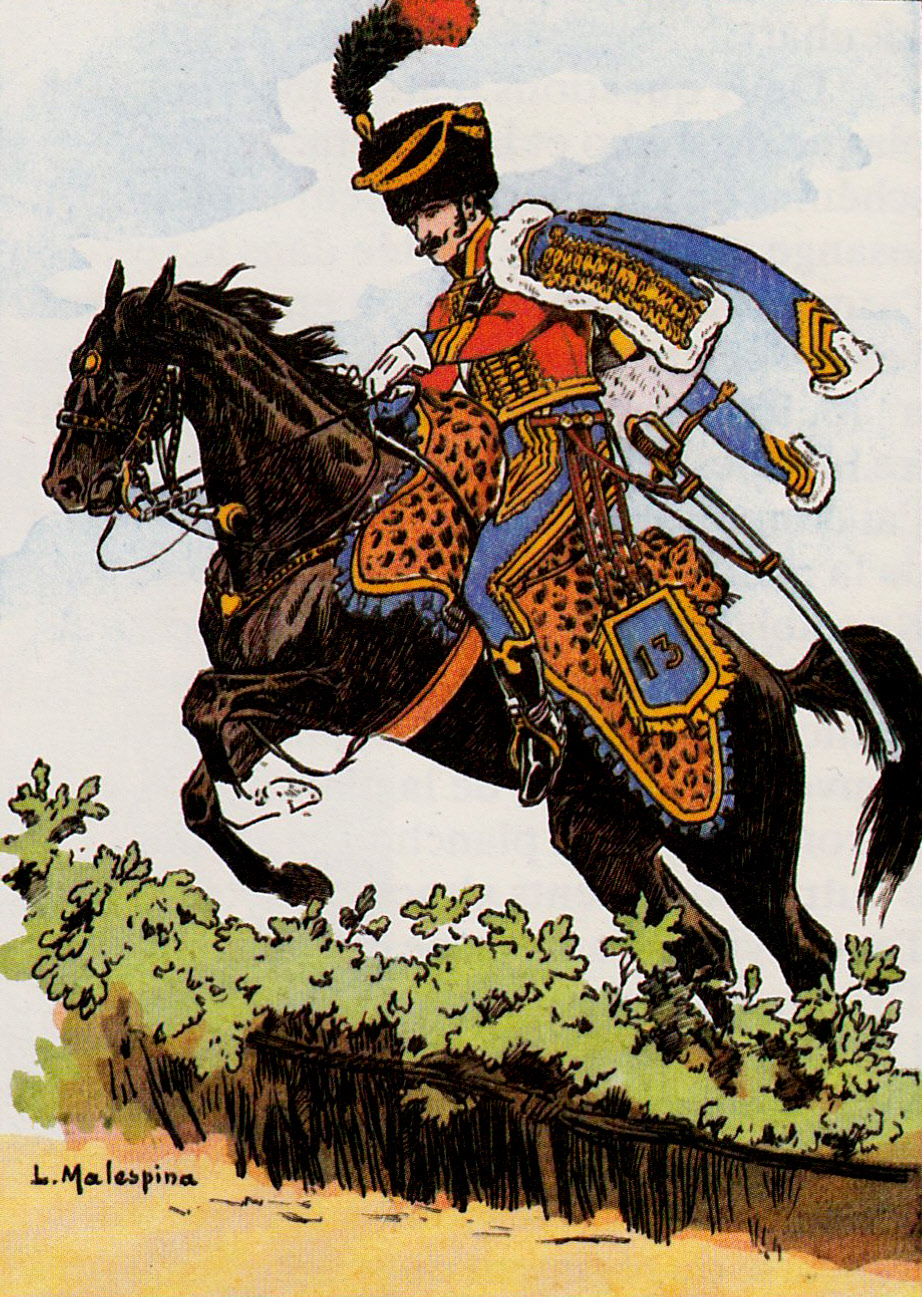
Офицер 13-го гусарского полка наполеоновского времени
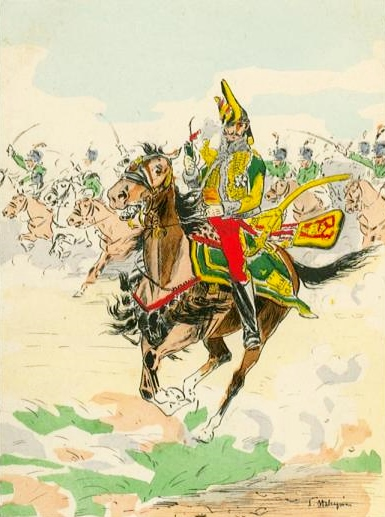
Генерал граф Лассаль возглавляет кавалерийскую атаку
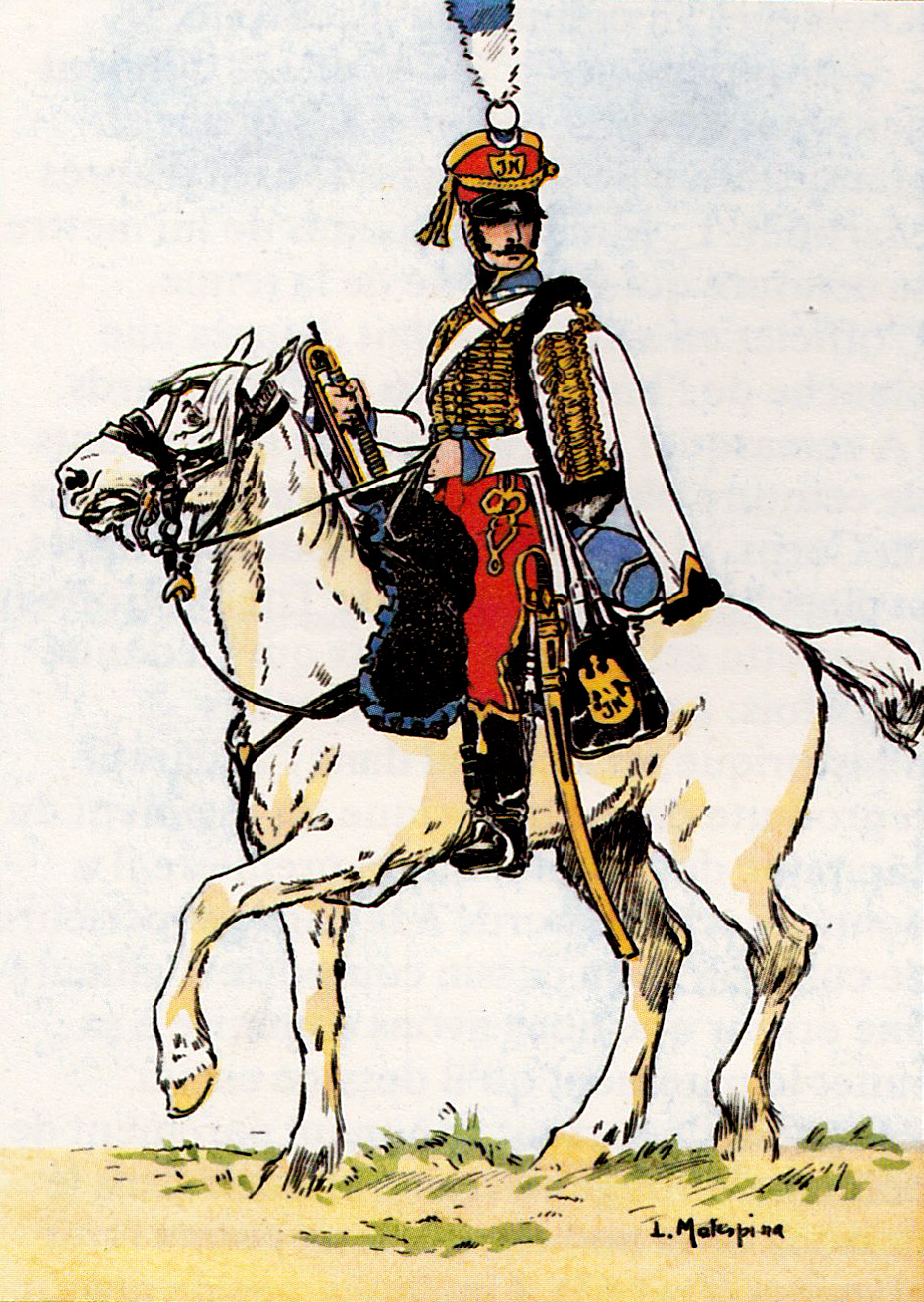
Трубач гусарского полка Жерома Бонапарта (вестфальского?)
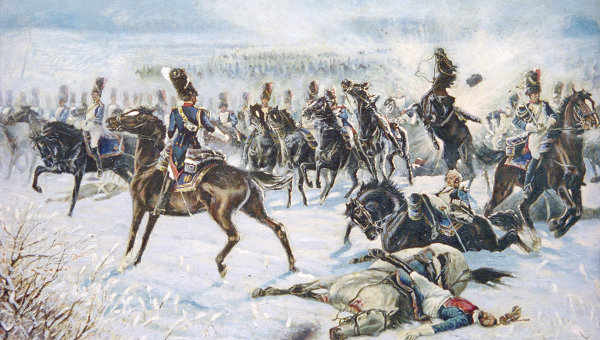
Конные гренадеры наполеоновской гвардии в битве при Прейсиш-Эйлау
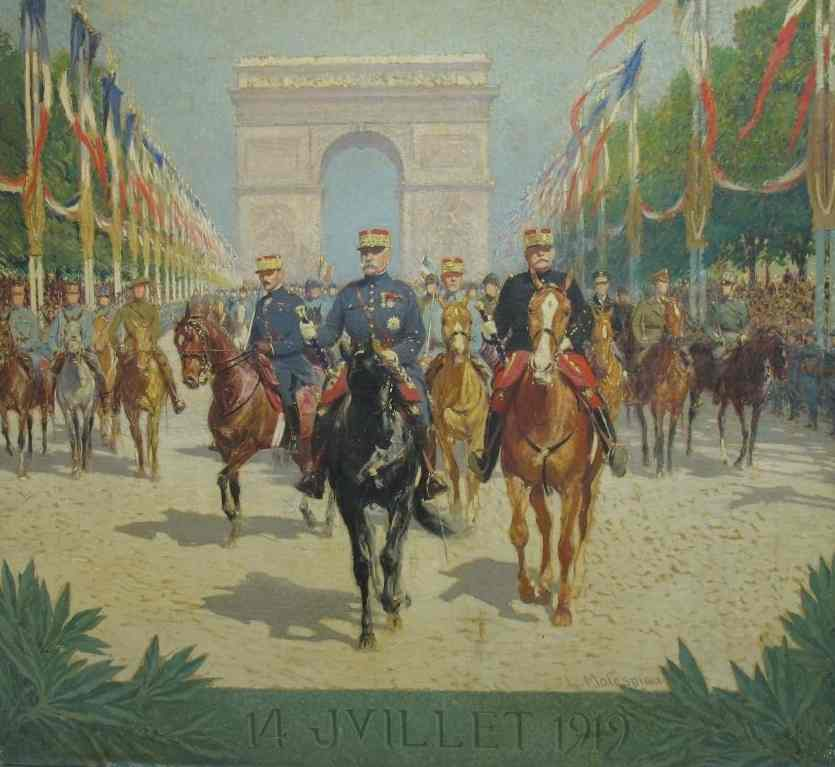
Парад в честь победы в Первой мировой войне в Париже в 1919 году
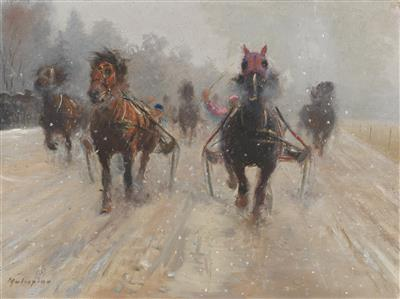
Бега в снегопад